# Сараевское городское поселение
Сараевское городско́е поселе́ние — муниципальное образование в Сараевском районе Рязанской области Российской Федерации.
Административный центр — рабочий посёлок Сараи.

## История
Статус и границы городского поселения установлены Законом Рязанской области от 7 октября 2004 года № 94-ОЗ «О наделении муниципального образования - Сараевский район статусом муниципального района, об установлении его границ и границ муниципальных образований, входящих в его состав»

## Население
| 2009  | 2010  | 2012  | 2013  | 2014  | 2015  | 2016  |
| ----- | ----- | ----- | ----- | ----- | ----- | ----- |
| 6160  | ↘5802 | ↘5712 | ↘5563 | ↘5462 | ↘5338 | ↘5250 |
| 2017  | 2018  | 2019  | 2020  | 2021  | 2023  |       |
| ↘5143 | ↘5071 | ↘4982 | ↘4953 | ↗5011 | ↘4902 |       |

## Состав городского поселения
| № | Населённый пункт | Тип населённого пункта                  | Население |
| - | ---------------- | --------------------------------------- | --------- |
| 1 | Сараи            | рабочий посёлок, административный центр | ↘4902     |